# Sunnyvale (Californie)
 (décembre 2020).
Si vous disposez d'ouvrages ou d'articles de référence ou si vous connaissez des sites web de qualité traitant du thème abordé ici, merci de compléter l'article en donnant les références utiles à sa vérifiabilité et en les liant à la section « Notes et références ».
Pour les articles homonymes, voir Sunnyvale.
Sunnyvale (en anglais [sʌniveil] ou [sʌnivɛl]) est une municipalité du comté de Santa Clara, en Californie (États-Unis). Elle est, en superficie, la deuxième ville la plus importante du comté et la cinquième de la région urbaine de San Francisco. Selon une estimation du Bureau du recensement des États-Unis, la ville comptait 131 760 habitants en 2000.
Partie intégrante de la Silicon Valley, Sunnyvale accueille les sièges de plusieurs entreprises de haute technologie, notamment Juniper Networks, Palm, AMD, NetApp, Spansion, Yahoo! et Ariba, Inc. Honeywell, Intuitive Surgical,
Northrop Grumman Mission Systems (situé au Hendy Iron Works Museum), Lockheed et Spirent Communications ont également des bureaux à Sunnyvale. La ville accueille aussi la Onizuka Air Force Station (surnommée le the blue cube), la seule base militaire active de la région de la baie de San Francisco. La base, nommée en l'honneur de l'astronaute Ellison Onizuka de la navette spatiale Challenger, est le centre de contrôle principal des satellites artificiels des forces armées des États-Unis.
Sunnyvale est l'une des rares villes américaines où tous les membres du département de la sécurité civile reçoivent une double formation de pompier et de policier, et peuvent tous intervenir dans les deux types d'urgences.

## Géographie
Selon le Bureau du recensement des États-Unis, la ville a une superficie totale de 58,6 km2, dont 1,8 km2 de superficie aquatique.
La ville est bordée au nord par la baie de San Francisco, par la ville de Mountain View à l'ouest, Santa Clara à l'est et Cupertino au sud. Elle s'étend le long de la route historique El Camino Real et de l'U.S. Route 101.

## Histoire
Lorsque les Espagnols arrivent dans les années 1770 dans la vallée de Santa Clara, l'endroit est déjà habité par les Amérindiens Ohlones. En 1777, la Mission de Santa Clara est construite par des Ohlones convertis au christianisme.
En 1842, Estrada et Inez Castro se voient octroyer les terres désignées comme Rancho Pastoria de las Borregas. Certaines parties de ce terrain deviendront plus tard les villes de Mountain View et Sunnyvale. Deux ans plus tard, un autre octroi de terres est accordé à Lupe Yñigo (es), l'un des rares Amérindiens à bénéficier de ce type de concession. Son terrain sera d'abord baptisé Rancho Posolmi, en l'honneur du village Posolmi des Ohlones qui occupaient autrefois l'endroit, avant d'être par la suite désigné comme Rancho Yñigo.
En 1844, Martin Jr. et Mary Murphy quittent le Missouri et suivent en wagon la piste de la Californie pour franchir la Sierra Nevada. En 1850, Martin Murphy Jr. achète une partie de Rancho Pastoria de las Borregas pour 12 500 dollars. Il y établit une ferme où il cultive le blé et le site de Bay View. Il est le propriétaire de la première maison à ossature du comté de Santa Clara, livrée de la Nouvelle-Angleterre. Ses terres sont divisées parmi ses héritiers à sa mort en 1884.
En 1860, la compagnie ferroviaire The San Francisco and San Jose Railroad (en) construit Murphy Station et est autorisée à construire un chemin de fer à Bay View. Lawrence Station est fondée par la suite à l'extrémité sud de Bay View.
Dans les années 1870, la culture du blé dans le comté de Santa Clara n'est plus guère compétitive en raison des lois fiscales du comté, des importations et de la dégradation des sols. De modestes vergers remplacent les grandes exploitations céréalières. En 1871, James et Eloise Dawson fondent la première conserverie de fruits du comté. La culture fruitière et la mise en conserve deviennent rapidement une importante industrie dans le comté. L'invention du wagon ferroviaire réfrigéré améliore encore la viabilité de l'économie fruitière. Les vergers deviennent si importants qu'en 1866 le Conseil du commerce de San José baptise le comté de Santa Clara The Garden of the World (« le Jardin du Monde »).
Dans les années 1880, les Chinois représentent 48 % des travailleurs ruraux du comté de Santa Clara. Ce pourcentage diminue progressivement après le vote sur la loi d'exclusion des Chinois. Pendant la décennie qui suit, une multitude d'immigrés arrivent d'Italie, des Açores, du Portugal et du Japon pour travailler dans les vergers.
En 1897, Walter Everett Crossman achète 809 000 m2 de terres qu'il revend par parcelles. Il fait la promotion de l'endroit en le baptisant Beautiful Murphy. Dans les années 1900, il décrit la localité comme the City of Destiny.
Toujours en 1897, l'école Encina ouvre et devient la seule école de Murphy. Auparavant, les enfants de la ville devaient aller jusqu'à Mountain View pour leur scolarité.
En 1901, les résidents de Murphy sont informés qu'ils ne peuvent pas utiliser les noms d'Encinal ou de Murphy pour leur bureau de poste. Ils décident de nommer leur ville Sunnyvale.
Sunnyvale continue à croître et la production de fruits secs commence en 1904. En 1906, la ferronnerie Joshua Hendy Ironworks déménage de San Francisco pour Sunnyvale après que le bâtiment de l'établissement eut été détruit par l'incendie provoqué par le tremblement de terre de 1906. La ferronnerie est alors la première industrie non-agricole de la localité. La même année, Libby, McNeill & Libby, une entreprise de conditionnement de viande de Chicago, décide d'ouvrir sa première usine de conditionnement de fruits à Sunnyvale. Aujourd'hui, un château d'eau peint pour ressembler à l'étiquette des premières conserves de Libby marque l'ancien site de l'établissement.
En 1912, les résidents de Sunnyvale votent pour incorporer la localité comme municipalité.
Fremont High School ouvre ses portes pour la première fois en 1925. L'endroit servait auparavant de base militaire, et c'est là que les avions décollant ou atterrissant à Moffet Field y faisaient un ravitaillement en carburant. L'école a gardé certains des anciens bâtiments au style militaire, notamment une hutte Quonset qui accueille désormais la lutte gréco-romaine.
En 1930, le Congrès américain décide de placer la base de dirigeables de la côte ouest américaine à Sunnyvale. Cette base aéronavale sera rebaptisée par la suite Moffett Federal Airfield.
En 1939, le National Advisory Committee for Aeronautics (NACA, le précurseur de la NASA) commence ses recherches au laboratoire Ames.
Pendant la Seconde Guerre mondiale, l'économie de conflit voit émerger un pôle de techniques de pointe dans le comté de Santa Clara, jusqu'ici dominé par l'horticulture. Joshua Hendy Ironworks y construit des moteurs maritimes à vapeur, des canons de navire et des lanceurs de missiles pour contribuer à l'effort de guerre. L'industrie de la défense se développe, mais une pénurie de main-d'œuvre se fait vite sentir dans le milieu agricole. Des immigrés mexicains arrivent alors pour pourvoir à la demande.
Après la guerre, la plupart des vergers fruitiers sont déracinés pour faire place à des développements résidentiels, des usines et des bureaux. En 1956, le constructeur aéronautique Lockheed déplace son siège vers Sunnyvale. En 1969, l'entreprise de semi-conducteurs AMD est fondée à Sunnyvale, où elle est toujours basée.
En 2003, la plus grande partie des vergers subsistants appartenant à C.J. Olson est détruite et remplacée par un centre commercial. La dernière exploitation d'arboriculture fruitière de Sunnyvale, à côté de Las Palmas Park, est destinée à être remplacée par des constructions résidentielles et commerciales.
La démolition du Town Center Mall de Sunnyvale commence en 2005. Le centre commercial, construit dans les années 1970, doit être remplacé par un développement mixte, intégrant commerce et résidences, sur le modèle du quartier de Santana Row à San José, et destiné à redéfinir le centre-ville, dont l'axe historique est South Murphy Avenue, un court tronçon entre Evelyn et Washington. Le projet est cependant bloqué depuis 2006, même si les deux magasins phares du centre commercial, Macy's et Target, restent ouverts.

## Démographie
La ville était composée ethniquement de 53,7 % de Blancs, 2,22 % d'Afro-Américains, 0,46 % d'originaires d'Océanie, 7,19 % de personnes se déclarant d'autres origines ethniques et 4,25 % se déclarant d'origine mixte. 15,48 % de la population était hispanique ou latino.
Parmi les 52 539 foyers, 27,6 % avaient sous leur toit des enfants de moins de 18 ans, 50,0 % était des couples mariés vivant ensemble, 8,2 % comptaient une femme sans mari présent et 37,8 % n'étaient pas des familles. 27,1 % de tous les foyers étaient en fait un individu, et 6,4 % étaient composés d'une personne seule de 65 ans ou plus. Le foyer moyen comptait 2,49 personnes et la famille moyenne 3,06 membres.
20,4 % de la population avait moins de 18 ans, 7,7 % avaient entre 18 et 24 ans, 41,3 % entre 25 et 44 ans, 19,9 % entre 45 et 64 ans, et 10,6 % 65 ou plus. L'âge médian était 34 ans. Redwood City comptait 100 femmes pour 105,9 hommes, et 100 femmes de 18 ans ou plus pour 106,5 hommes.
Le revenu médian par foyer était de 74 000 dollars US, et le revenu médian par famille de 81 634 $. Les hommes avaient un revenu médian de 65 165 $ contre 43 051 $ pour les femmes. Le revenu par habitant était de 36 524 $. Environ 3,7 % des familles et 5,4 % de la population étaient sous le seuil de pauvreté, dont 5,5 % des habitants de moins de 18 ans et 5,2 % de ceux âgés de 65 ans ou plus.
| 1930  | 1940  | 1950  | 1960   | 1970   | 1980    |
| ----- | ----- | ----- | ------ | ------ | ------- |
| 3 094 | 4 373 | 9 829 | 59 898 | 95 976 | 106 618 |

| 1990    | 2000    | 2010    | - | - | - |
| ------- | ------- | ------- | - | - | - |
| 117 229 | 131 760 | 140 081 | - | - | - |

## Transports
Sunnyvale est desservie par les réseaux de la Santa Clara Valley Transportation Authority (sous la forme de tramways et de bus), ainsi que par la ligne ferroviaire Caltrain. Les routes CA-85, U.S. Highway 101, CA-237 et l'Interstate 280 traversent la ville. Un tronçon de la California State Route 82 traverse le centre-ville, suivant le tracé de la route historique El Camino Real. Sunnyvale s'est également vue attribuer par la League of American Bicyclists une médaille de bronze pour ses nombreuses allées, feux et emplacements de stationnement réservés aux cyclistes.

## Jumelages
Iizuka (Japon)

## Personnalités liées à la ville
- Teri Hatcher, actrice, ayant grandi à Sunnyvale, a fréquenté la Sunnyvale Middle School et Fremont High School ;
- Brian Boitano, patineur sur glace olympique ;
- Andrew Fire, Prix Nobel 2006 de médecine, ayant grandi à Sunnyvale, a été élève à Fremont High School, Mango Junior High School (désormais Sunnyvale Middle School) et Hollenbeck Elementary School (désormais Challenger Private School).
- Burnett Bolloten, historien spécialiste de la guerre civile et de la Révolution sociale espagnole.
- Mark Rober, youtuber y habite depuis 2015.

## Anecdotes
- Selon une vieille légende locale, un fantôme hante le magasin de jouets Toys “R” Us de la ville[3].
- Sunnyvale a été classée comme la 18e ville la plus sûre des États-Unis en 2005 selon les Morgan Quitno Awards[4].
- Le 4 mai 1998, une tornade de type F2 a frappé Sunnyvale, causant d'importants dégâts. Il s'agissait non seulement de l'une des rares tornades à avoir jamais frappé la région de la baie de San Francisco, mais aussi d'une anomalie en ce sens que le phénomène suivait une rotation anticyclonique.
- La première machine du jeu d'arcade Pong a été installée à Sunnyvale, dans le bar Andy Capps, aujourd'hui devenu un comedy club appelé Rooster T. Feathers.
- Dans le film WarGames, l'entreprise Protovision a son siège à Sunnyvale, ainsi que la division spatiale du NORAD.